# Luiz Augusto Pereira Souto Maior
Luiz Augusto Pereira Souto Maior (* 5. September 1927 in Rio de Janeiro) ist ein ehemaliger brasilianischer Diplomat.

## Leben
Luiz Augusto Pereira Souto Maior ist der Sohn von Anna Noemi Pereira und Evergisto Souto Maior. Er absolvierte den Cursos de Aperfeiçoamento an der George Washington University sowie den Curso Preparatório à Carreira Diplomática des Rio Branco-Institutes und wurde zum Konsul dritter Klasse ernannt.
Nach seinem Eintritt in den diplomatischen Dienst wurde Maior von 1952 bis 1954 als Vizekonsul nach San Francisco und von 1954 bis 1958 nach Damaskus versetzt, wo er 1954 zum Gesandtschaftssekretär zweiter Klasse ernannt wurde und in den Jahren 1954 sowie 1956 bis 1958 als Geschäftsträger fungierte.
Nach seiner Ernennung zum Gesandtschaftssekretär erster Klasse im Jahr 1961, wurde Maior bis 1964 zunächst bei der Vertretung der Organisation Amerikanischer Staaten in Washington, D.C. und im Anschluss daran bis 1967 im Büro der Vereinten Nationen in Genf beschäftigt, wo er ab 1965 als Geschäftsträger übernommen und 1967 zum Gesandtschaftsrat ernannt worden ist.
Von 1970 bis 1973 wurde Maior nach London versetzt, wo er ab 1971 zugleich als Geschäftsträger tätig war. Anschließend war er bis 1974 ein weiteres Mal im Büro der Vereinten Nationen in Genf eingesetzt. Am 26. Februar 1975 wurde er als Großoffizier in den Orden des Infanten Dom Henrique aufgenommen. Von 1977 bis 1984 vertrat er dann die brasilianischen Regierungen bei der Europäischen Wirtschaftsgemeinschaft in Brüssel.
Im Anschluss daran wurde Maior bis 1987 als Botschafter nach Lima und danach bis 1990 nach Stockholm berufen.